# Lluís Ricart i Martí
Lluís Ricart i Martí   (Barcelona, 23 d'agost de 1953) és un ex-pilot de motociclisme català que destacà en competicions estatals durant la dècada de 1970 i començaments de la de 1980. Formant equip amb Xavier Barba, acabà 10è a les 24 Hores de Montjuïc de 1978 i 1979 i fou Campió d'Espanya de resistència els anys 1975 i 1979 (en categoria 500cc). A banda, obtingué bons resultats durant anys al Campionat d'Espanya de velocitat, com ara el cinquè lloc final en 250cc amb una Yamaha el 1979, darrere d'Angel Nieto.